# Virginie Defrang-Firket
Virginie Defrang-Firket (Luik, 7 mei 1971) is een Belgisch politica voor de liberale MR.

## Levensloop
Na een kandidatuur in de rechten behaalde Defrang-Firket in 1995 een licentie in de politieke en administratieve wetenschappen aan de Universiteit Luik. Na haar studies was ze van 1995 tot 2014 parlementair attaché van de PRL- en vervolgens de MR-fractie in de Senaat. Van 2010 tot 2014 was ze politiek secretaris van deze fractie.
In oktober 2006 werd Defrang-Firket verkozen tot gemeenteraadslid van Neupré en werd in 2008 voorzitter van de lokale MR-afdeling van de gemeente. Ze was tevens verschillende keren kandidaat bij parlementsverkiezingen en was in mei 2014 kandidaat bij de Waalse verkiezingen in het arrondissement Luik. Ze werd verkozen en nam vervolgens zitting in het Waals Parlement en het Parlement van de Franse Gemeenschap, waar ze bleef zetelen tot in juni 2017.
In het Waals Parlement legde Defrang-Firket een grote activiteit aan de dag en diende ze tal van mondelinge en schriftelijke vragen in, alsook heel wat voorstellen tot decreet of resolutie, bijvoorbeeld een om het stemrecht voor Belgen in het buitenland uit te breiden naar het Waals Parlement. Ze zetelde in de commissie Huisvesting, Lokale Besturen en Energie en in het adviescomité voor gelijke kansen en legde zich toe op dossiers als werkgelegenheid, mobiliteit, klimaat en luchthavens en regionale infrastructuurdossiers. Ook volgde ze het beleid rond goed bestuur op en eiste ze grotere transparantie van OCMW's en intercommunales. Daarnaast ijverde ze voor een uitbreiding van de bevoegdheden van sociale huisvestingsmaatschappijen naar studentenhuisvesting en was ze een mede-indiener van een voorstel tot resolutie om een verbod op zichtbare levensbeschouwelijke en religieuze tekens in de openbare diensten in te voeren. Van 2014 tot 2017 was ze eveneens ondervoorzitter van het adviescomité en vervolgens de commissie belast met Europese Aangelegenheden, waarbij ze het idee steunde dat Waalse Parlementsleden meer betrokken moesten worden bij het vastleggen van internationale verdragen, eerder dan louter te mogen instemmen met de ratificatie ervan. In het Parlement van de Franse Gemeenschap was Defrang-Firket dan weer van 2014 tot 2017 lid van de commissies Sport en Jeugdhulp, Justitiehuizen en de Promotie van Brussel, die in 2016 werden samengevoegd in een gezamenlijke commissie. Ze volgde er het dossiers op van het Pacte d'Excellence, een hervorming van het Franstalige onderwijs.
In juni 2017 werd in Neupré een nieuwe bestuursmeerderheid van MR en PS op de been gebracht. Defrang-Firket werd vervolgens burgemeester van de gemeente. Conform de decumulregels in het Waals Parlement diende ze als gevolg daarvan haar ontslag in als parlementslid en werd ze opgevolgd door Fabian Culot, die overkwam vanuit de Luikse provincieraad. De vrijgekomen zetel in de provincieraad kwam aan Defrang-Firket toe en in de Luikse provincieraad werd ze fractievoorzitter van haar partij. Na de lokale verkiezingen van 2018 werd ze in haar mandaten als burgemeester en provincieraadslid herbevestigd.
Defrang-Firket ging tevens verschillende bestuursmandaten bekleden. Vanaf 2013 was ze bestuurster bij de intercommunale Tecteo, in 2014 hernoemd tot Publifin, en van 2015 tot 2017 was ze er vicevoorzitter van de raad van bestuur. In januari 2017 stapte ze op bij Publifin uit onvrede met de financiële en politieke schandalen die rond bepaalde bestuurders waren opgedoken. Vervolgens werd ze in 2017 lid van de raad van bestuur en van het directiecomité van de afvalintercommunale Intradel, waarvan ze sinds 2019 ondervoorzitter is. 
Bij de Waalse verkiezingen van juni 2024 werd Defrang-Firket opnieuw verkozen in het arrondissement Luik. Ze besloot echter aan haar mandaat te verzaken om burgemeester van Neupré te kunnen blijven.